# Vredenburg (Hoogezand)

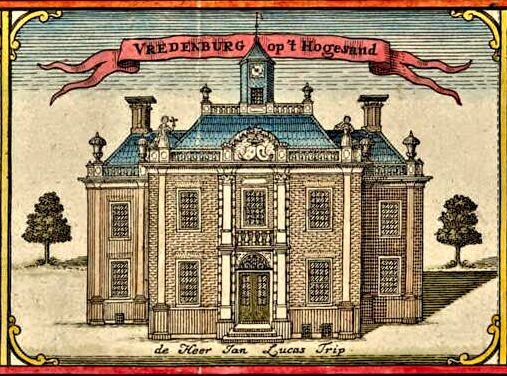
Vredenburg op de kaart van Theodorus Beckeringh (1781)

Vredenburg (ook: Vredenberg) is een voormalige 17e-eeuwse veenborg in de Nederlandse plaats Hoogezand. De veenborg was qua bouwvolume vergelijkbaar met het jachtslot Clemenswerth in het Duitse Sögel.
De Groninger burgemeester Gerhard ten Berge (1620-1682) kocht vanaf 1659 diverse stukken grond aan langs het Winschoterdiep in Hoogezand. Hij liet het land vervenen en maakte er een geheel van. In 1664 liet hij hier een huis bouwen, dat hij vernoemd naar zichzelf en zijn vrouw Houcke van Freden, Vredenberg. De borg was gebouwd in kruisvorm en was twee verdiepingen hoog. De brede oprijlaan was omzoomd door bomen en het huis was omringd door een gracht. Midden boven op het huis stond een klein torentje.
Al in 1668 droeg Ten Berge het huis en landgoed over aan zijn zoon Gerhard Hindrick ten Berge. Rond deze tijd werd ten oosten van het landgoed de Nederlands Hervormde begraafplaats aangelegd. Gerhard sr. vestigde zich op Stadwijk in Sappemeer. Gerhard jr. was rentmeester van de vaste provinciegoederen en raadsheer van de stad Groningen. Hij breidde het landgoed uit, zodat het zich uitstrekte van Martenshoek tot aan de Knijpslaan en vanaf het Winschoterdiep (huidige Meint Veningastraat) tot aan Kolham. Ten Berge werd in 1683 als rentmeester opgevolgd door Andreas Spanheim, die erachter kwam dat Gerhard jr. geld in zijn eigen zak had gestoken. Toen dit na een onderzoek in 1686 aan het licht kwam, vertrok Ten Berge naar Parijs. Hij werd bij verstek ter dood veroordeeld en zijn bezittingen werden verkocht om de schulden te voldoen.
Vredenburg werd in 1688 gekocht door Antonius Gerlacius, die het huis vooral als buitenhuis gebruikte. In de Damkerk bevindt zich nog een herenbank, waarop de familiewapens van Gerlacius en zijn vrouw zijn afgebeeld.
Gerlacius' zoon Govert verkocht de borg in 1725 aan de familie Trip. De koopakte omschrijft het geheel als volgt: "Huisinge, Schiren, twee Schathuisen, Stallingen; Singels, hoven, laanen, tuinen, benevens beelden en Embillisementen, voorts hekken en Stekken, planten en plantages en alles wat aard en nagelvast is, met nog vier kamer en eene huisplaats daarby gehorig, van ouds "Vredenburg" genaamt, zynde op t Hogezand de Heerenhuizinge, tuine en een gedeelte der Landerieen (...) met alle heerlykheden, gerechtigheden en Vrydommen, gestoelten in de Kerk, vryheit van Jagt, en Vissen'". Adriaan Joseph Trip schonk met de heren Butler en Duirsema in 1729 een preekstoel aan de Damkerk.
Jan Lucas Trip erfde in 1748 het huis van zijn vader en noemde zich sindsdien 'heer van Vreedenburg'. Mr. Albert Hendrik van Swinderen kocht Vredenburg in 1788 van de erven Trip. Hij verkocht het negen jaar later aan Eisso Metelerkamp. In 1805 werd het huis verkocht om te worden afgebroken. Het voormalige landgoed werd verkaveld. Delen aan de oostkant van het terrein kwamen in handen van dr. Bleeker, de westkant werd verkocht aan Wiardus Hora Siccama, die er het huis Zomerzorg liet bouwen.

## Bewonersgeschiedenis
- 1664 Gerhard ten Berge (1620-1682) & Houcke van Freden
- 1668 Gerhard ten Berge jr. (1644-1699)
- 1688 Antonius Gerlacius (1656-1708)
- 1718 Govert Gerlacius
- 1725 Adriaan Joseph Trip (1686-1748)
- 1748 Jan Lucas Trip (1726-1786) & Petronella Piccardt
- 1788 Mr. Albert Hendrik van Swinderen (1732-1801)
- 1797 Dr. Eisso Metelerkamp (1756-1813)